# Мадинда, Леви
Леви Клеман Мадинда (фр. Lévy Clément Madinda; 11 июня 1992, Либревиль, Габон) — габонский футболист, полузащитник турецкого клуба «Гиресунспор» и сборной Габона.

## Карьера

### Клубная
Леви начал профессиональную карьеру в клубе «Стад Манджи». В октябре 2010 года во время молодёжного турнира в Буркина-Фасо Мадинда был замечен европейскими скаутами, и вскоре переехал в Испанию, где подписал пятилетний контракт с «Сельтой». В течение двух лет полузащитник выступал за вторую команду галисийцев.
31 октября 2012 года Мадинда дебютировал в основной команде, выйдя в стартовом составе в игре Кубка Испании против «Альмерии». Первый матч в Ла Лиге Леви провёл против «Барселоны», выйдя на замену на 81 минуте встречи.

### В сборной
В сборной Габона полузащитник дебютировал в 2011 году в товарищеской встрече со сборной Португалии. В составе молодёжной сборной Габона Леви стал победителем чемпионата Африки 2011 и завоевал путёвку на Олимпиаду в Лондон.
Мадинда был включён в заявку сборной на домашний Кубок африканских наций 2012. На турнире Леви принял участие во всех четырёх поединках своей команды, уступившей в четвертьфинале малийцам в серии пенальти.
4 июля 2012 года полузащитник был заявлен для участия в Олимпийских играх. В Лондоне Леви принял участие во всех трёх играх сборной, которая не смогла преодолеть групповой этап.
14 ноября 2012 года в товарищеской встрече со сборной Португалии полузащитник отметился своим первым забитым мячом, отличившись с пенальти на 33 минуте матча.
В январе 2015 года Мадинда вошёл в окончательный состав сборной Габона на Кубок африканских наций 2015. На африканском первенстве Леви сыграл в трёх матчах группового этапа.

## Достижения
Габон (мол.)
- Победитель молодёжного чемпионата Африки по футболу: 2011